# Argentina y el Fondo Monetario Internacional

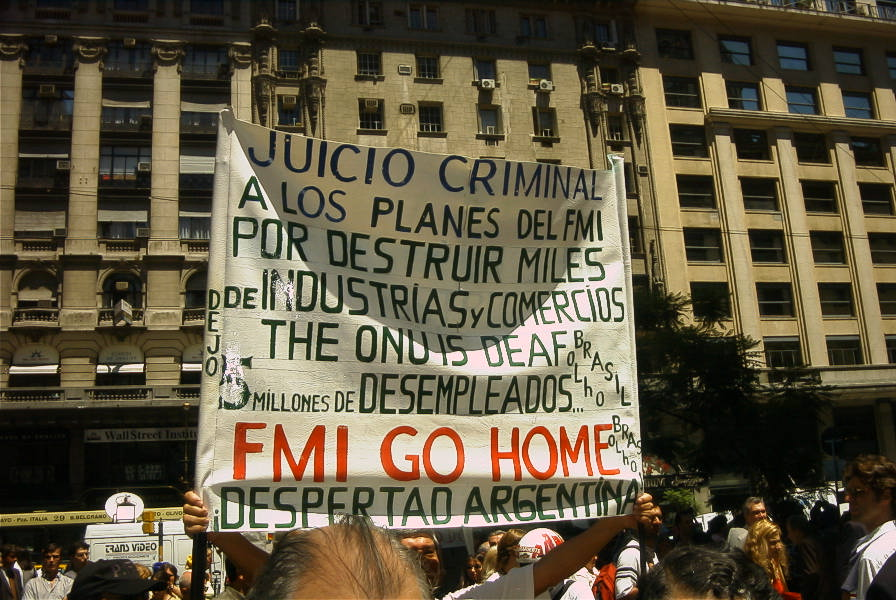
Manifestación en Buenos Aires durante la crisis de 2002, puede leerse en inglés «Vete FMI».

Argentina se unió al Fondo Monetario Internacional (FMI) el 20 de septiembre de 1956 y desde entonces ha participado en 21 acuerdos del organismo.
El primer Acuerdo Stand-By (SBA) comenzó el 2 de diciembre de 1958 y durante los últimos 64 años, Argentina ha utilizado con frecuencia los recursos del FMI y ostenta el récord de préstamo más grande distribuido; alcanzando casi $ 57 mil millones en 2018.
El acuerdo más reciente comenzó el 20 de junio de 2018 y expiró el 19 de junio de 2021, aprobó que Argentina tomara prestados DEG 40.714.000 millones.

## Colapso económico de 2001

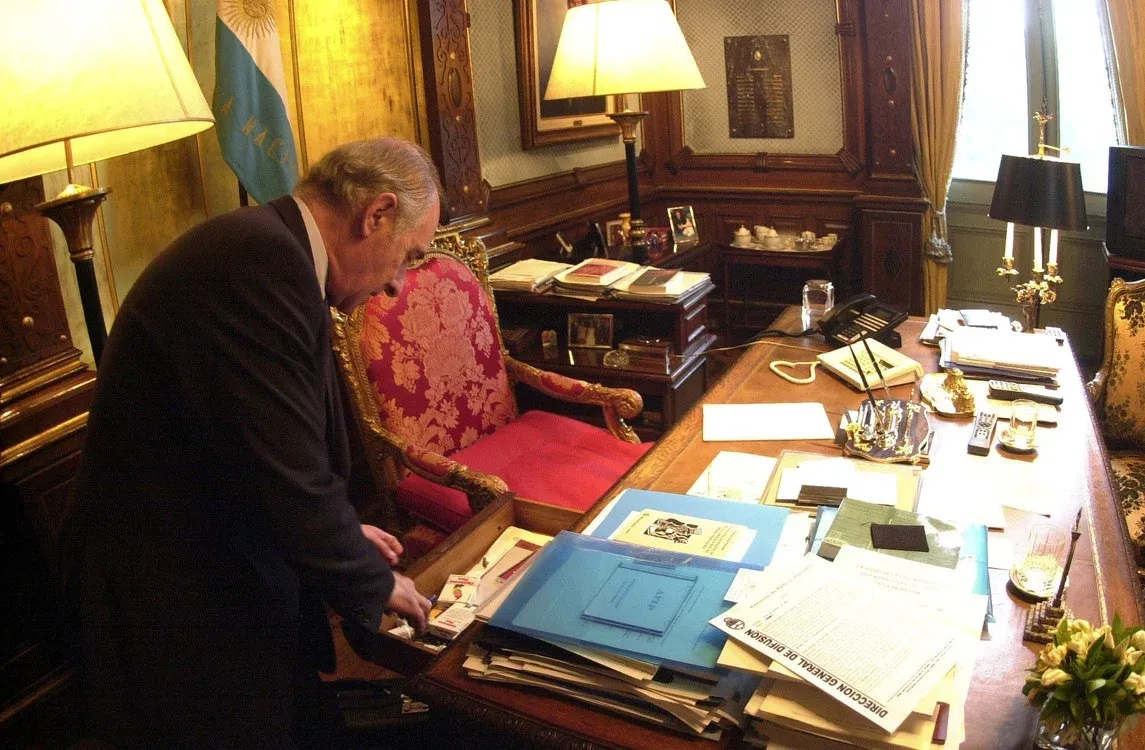
Fernando de la Rúa se retira del despacho presidencial tras su renuncia.

El 30 de noviembre de 2001, marca el comienzo de la crisis económica provocada por el creciente temor a la rapidez con que se devaluaba el peso argentino. Esta crisis fue causada en parte por el extenso endeudamiento que el país implementó durante la presidencia de Menem y la disminución de los ingresos fiscales del gobierno durante la presidencia de De la Rúa.
El 5 de diciembre, el FMI anunció que ya no brindaría ayuda debido a la incapacidad de Argentina para cumplir con la condicionalidad establecida para recibir préstamos. La desesperada medida del Corralito, ideada por el ministro Domingo Cavallo, terminó por explotar en la crisis de diciembre y produjo la caída del presidente Fernando de la Rúa. Su sucesor, Aldolfo Rodríguez Saá, renunció poco después del anuncio del default argentino.
En 2006, bajo el liderazgo de Néstor Kirchner, Argentina pudo pagar sus deudas y escapó así a la vigilancia del Artículo IV del FMI.

## Acuerdo de 2018

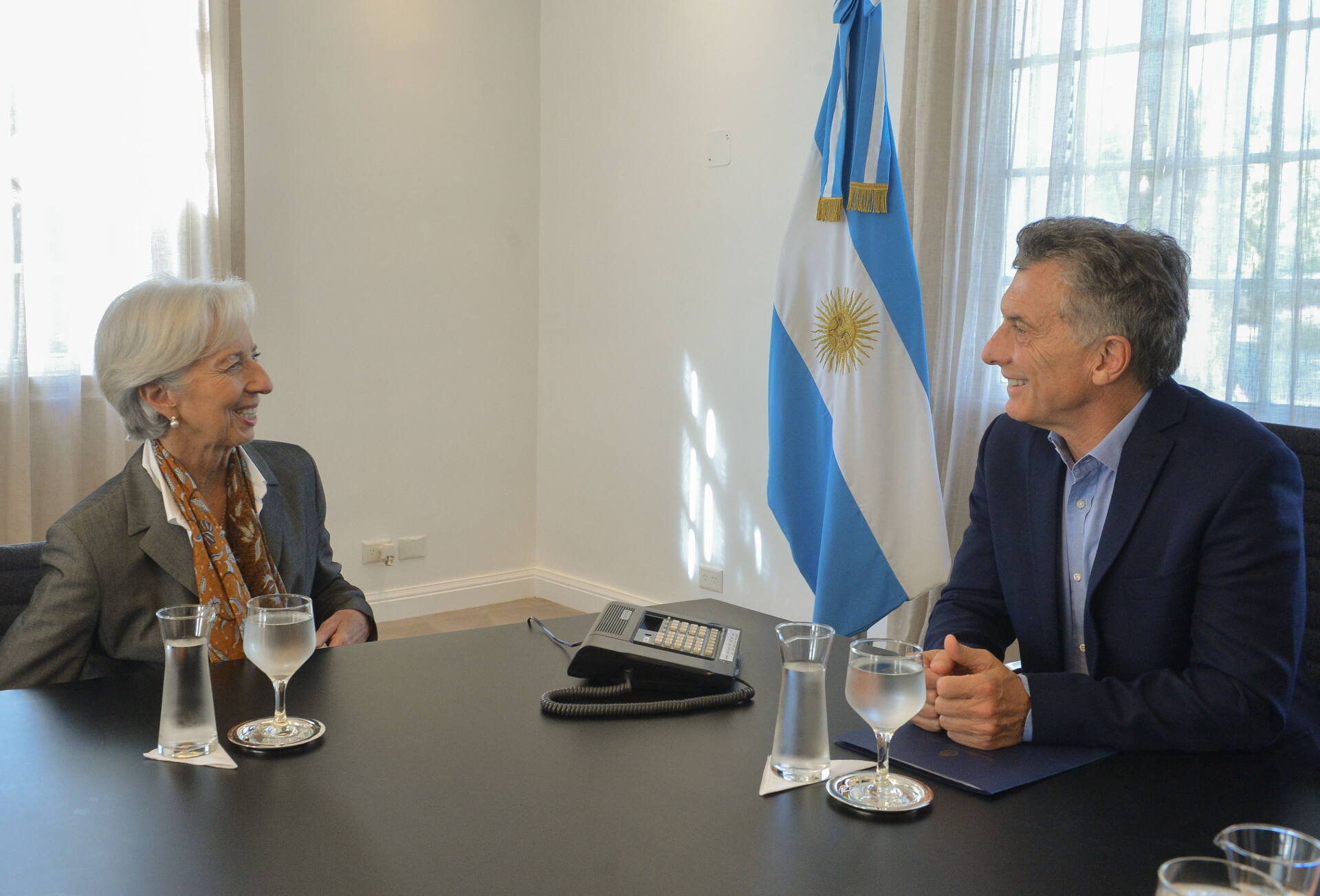
Christine Lagarde negociando con Macri.

Sin embargo, en 2016 bajo el liderazgo de Mauricio Macri, se restablecieron las relaciones entre el FMI y Argentina debido a la continua caída del PIB del país, dando lugar al arreglo de 2018. El nuevo acuerdo permitió a Argentina la opción de comprar de inmediato US$ 15.000 millones (DEG 10 614 000 millones), mientras que el resto de los fondos se desembolsaría a discreción de la revisión trimestral del Directorio Ejecutivo durante el período de tres años del acuerdo.
En 2018 Argentina ocupaba el puesto 24 entre las economías más grandes, con un PBI de US $ 518.475 millones, sin embargo, el PBI ha seguido disminuyendo durante la presidencia de Macri. Los objetivos del acuerdo de 2018 son: «fortalecer la economía del país restaurando la confianza del mercado a través de un programa macroeconómico consistente; que disminuya las necesidades de financiamiento, coloque la deuda pública de Argentina en una trayectoria descendente firme y fortalezca el plan para reducir la inflación al establecer más objetivos de inflación realistas y reforzando la independencia del banco central». Además, el objetivo del Acuerdo es impulsar el gasto social y continuar con la trayectoria de gasto en salud que se está implementando actualmente.

### Actualidad
Desde el 10 de diciembre de 2019, Alberto Fernández gobierna el país. En una conferencia de prensa de 2019 Fernández declaró: «espero que el FMI ayude a Argentina a pagar su deuda». Muchos atribuyen su victoria a los fracasos económicos de su predecesor Macri y el temor de que Argentina pueda incumplir su SBA 2018 como lo hizo en 2001.
El 2019 terminó con el 25,4% de los hogares viviendo por debajo de la línea de pobreza y el 35,4% de la población general vive en la pobreza. Recientes comunicaciones telefónicas entre Kristalina Gueorguieva (la directora del FMI) y el presidente Fernández, indican que ambas partes esperan «buscar un diálogo abierto en beneficio del pueblo argentino».